# Années 1730 av. J.-C.
Les années 1730 av. J.-C. couvrent les années de 1739 av. J.-C. à 1730 av. J.-C.

## Évènements
- 1736 av. J.-C.[1] : le roi de Larsa Rîm-Sîn II est vaincu par le roi de Babylone Samsu-iluna devant Kish. Le prince d’Eshnunna, qui l’avait soutenu, est capturé, amené dans un carcan à Babylone puis étranglé. Au cours de cette guerre, Samsu-iluna abat les murailles d’Ur, pille et incendie la ville et ses temples. Uruk subit un sort semblable, ce qui donne aux Élamites de Kutir-nahhunte Ier l’occasion de piller la ville et d’emporter notamment la statue de la déesse Inanna à Suse[2].
- Vers 1732 av. J.-C.[1] : Iluma-ilum (Iliman), qui prétend descendre du dernier roi d’Isin Damiq-ilishu, mène la révolte à Sumer, s’empare de Nippur, repousse les Babyloniens et fonde la dynastie « du Pays de la Mer » (fin en 1460 av. J.-C.)[2].
- Vers 1730 av. J.-C.[1] : 
  - règne de Gandash, roi du Hana (ou Khana), fondateur de la dynastie kassite de Babylone[2]. Pénétration lente des Kassites, peuple montagnard du Zagros ; des groupes plus ou moins importants s’installent en Mésopotamie, peut-être jusque dans le royaume de Hana, à Terqa. En constituant une part de plus en plus importante de la population, ils favorisent par leur présence les invasions suivantes.
  - l’Assyrie se rend indépendante grâce à la rébellion de l’usurpateur Adasi[2].